# Abrogation en droit français
L'abrogation consiste en la suppression d'une règle normative (loi, décret, convention internationale…) qui cesse ainsi d'être applicable pour l'avenir.

## Caractéristiques

### Abrogation, caducité, annulation, résiliation
L'abrogation, suppression d'une règle juridique par une autorité politique, se distingue de la caducité d'un acte, qui est la sanction que la loi attache à la négligence dont peut faire preuve la personne qui a pris l'initiative d'engager un procès ou, en droit civil, qui a négligé d'exercer un droit ou y a renoncé.
Dans le droit contractuel, le verbe « abroger » ne s'utilise pas pour signifier que les parties ont, ou qu'une juridiction a, décidé d'annuler les effets d'une convention. Il s'agit alors, selon le cas, d'une « annulation », d'une « rescision », d'une « résiliation » ou d'une « résolution ».
Depuis 2018, le Sénat lança une mission pour améliorer la lisibilité du droit en rendant caduc le texte législatif. Un Bureau d'abrogation des lois anciennes inutiles (B.A.L.A.I) se charge avec le gouvernement et le Conseil d'État de rechercher et d'abroger les lois obsolètes, non-appliquées, codifiées et celles concernant des anciennes colonies de la France,.Cela donne lieu à deux lois visant à abroger des textes obsolètes, la première datant de mars 2019 et la seconde, de février 2022.

### Abrogation expresse, tacite, totale, partielle
L'abrogation peut être expresse, c'est-à-dire explicitement énoncée par un texte nouveau, ou tacite (implicite), consistant alors en l'introduction, dans un nouveau texte, de dispositions incompatibles avec la disposition antérieure.
Dans la première hypothèse, c'est l'autorité compétente (législateur, autorité réglementaire) qui dit l'abrogation ; dans la seconde, c'est le juge qui la déclare.
Les lois et les règlements administratifs (décrets, arrêtés) ne peuvent être abrogés que par un texte ayant même valeur : une loi par une autre loi, un décret par un autre décret, etc. Cependant, depuis la révision constitutionnelle du 23 juillet 2008, la Constitution comporte un article 61-1, permettant au Conseil constitutionnel d'abroger, dans le cadre de la procédure de la question prioritaire de constitutionnalité, la loi contraire aux droits et libertés constitutionnellement protégés,.
L'abrogation peut ne porter que sur un ou plusieurs articles d'une loi ou d'un règlement.
L'abrogation ne peut avoir d'effet rétroactif. Elle ne peut donc porter que sur des droits à naître. Le problème qui se pose est de savoir dans quelle mesure des droits ont été acquis.
Cependant, en matière pénale, la loi abrogeant une disposition pénale peut constituer une loi pénale plus douce, ayant, comme telle, effet rétroactif : c'est, par exemple, le cas des dispositions, supprimant une infraction. Le Conseil constitutionnel, dans le cadre de décisions rendues, en matière pénale, à l'occasion de questions prioritaires de constitutionnalité, a, quant à lui, supprimé à plusieurs reprises les effets de décisions condamnant des personnes à des peines pénales, faisant disparaître les peines prononcées.

### Règles particulières, concernant l'abrogation des actes administratifs
Des règles particulières, concernant l'abrogation des actes administratifs sont fixées par les articles L240-1 et suivants du Code des relations entre le public et l'administration.

### Sources
- Gérard Cornu (dir.) et Association Henri Capitant, Vocabulaire juridique, Paris, Presses universitaires de France, coll. « Quadridge », 2005, 7e éd., 970 p. [détail des éditions] (ISBN 978-2-13-055097-6, OCLC 469313788)
- Dictionnaire du droit privé français de Serge Braudo